# Arcturina scutula
Arcturina scutula är en kräftdjursart som beskrevs av Brian Frederick Kensley 1975. Arcturina scutula ingår i släktet Arcturina och familjen Arcturidae. Inga underarter finns listade i Catalogue of Life.